# Гультяи
Гультя́и — деревня в России, в Пустошкинском районе Псковской области. Административный центр Гультяевской волости.
Во время Российской империи деревня находилась в Гультяевской волости Невельского уезда Витебской губернии. Деревня расположена в 13 км к юго-востоку от города Пустошка. В деревне находится братская могила советских воинов, погибших в борьбе с немецкими оккупантами.

## Население
| 2002 | 2010 |
| ---- | ---- |
| 356  | ↘328 |

Численность населения деревни по оценке на начало 2001 года составляла 384 жителя.